# Nataliïa Bouksa
Nataliïa ou Nataliya Igorivna Bouksa est une joueuse d'échecs ukrainienne née le 6 novembre 1996 à Lviv. Grand maître international féminin depuis 2015, elle a remporté le championnat du monde d'échecs junior en 2015 et le championnat d'Ukraine féminin à deux reprises.
Au 1er septembre 2018, elle est la 34e joueuse mondiale avec un classement Elo de 2 437 points.

## Biographie et carrière
Natalia Bouksa finit quatrième du championnat d'Ukraine féminin en 2015, puis deuxième en 2016, septième en 2017. Elle remporte finalement le championnat féminin en 2018, puis à nouveau en 2020. 
Lors du championnat du monde d'échecs féminin de 2017 à Bakou, elle fut éliminée au deuxième tour par Sopiko Guramishvili après avoir battu au premier tour la Hongroise Hoang Thanh Trang.
En novembre 2017, elle finit quatrième du tournoi de grands maîtres mixte First Saturday de Budapest avec 5 points sur 9.

## Compétitions par équipe
Natalia Bouksa a représenté l'Ukraine lors du championnat du monde d'échecs par équipes de 2017, remportant la médaille de bronze individuelle à l'échiquier de réserve (l'Ukraine finit cinquième de la compétition).